# Michele Buquicchio
Michele Buquicchio (Andria, 14 agosto 1945) è un politico e giurista italiano.

## Biografia
Nato ad Andria nel 1945, ha conseguito la laurea in giurisprudenza e ha esercitato la professione di avvocato, prima di ottenere l'abilitazione di notaio.
Eletto consigliere comunale a Bari nella lista della Democrazia Cristiana, è stato sindaco della città dal novembre 1993 al giugno 1994, ultimo sindaco democristiano della storia di Bari.
È stato professore ordinario di diritto pubblico presso l'università di Bari, prima alla Facoltà di giurisprudenza e poi a quella di economia, dove ha fatto parte del corpo docente nel dottorato di ricerca in diritto pubblico dell'economia. È stato membro della Commissione nazionale per il concorso in magistratura e autore di varie pubblicazioni in materia giuridico-economica.